# Abitur in Mecklenburg-Vorpommern
Das Abitur (allgemeine Hochschulreife) in Mecklenburg-Vorpommern wurde zum Schuljahr 2019/20 reformiert, Leistungs- und Grundkurse wurden wieder ab der 11. Jahrgangsstufe eingeführt.

## Wege zum Abitur in Mecklenburg-Vorpommern
Die allgemeine Hochschulreife kann in Mecklenburg-Vorpommern erworben werden durch Zeugnis
- an einem Gymnasium, einer Gesamtschule mit gymnasialer Oberstufe, einem Fachgymnasium, oder einer als gleichwertig anerkannten Ersatzschule
- über die Prüfung für den Hochschulzugang von besonders befähigten Berufstätigen (Begabtenprüfung),
- über die Abiturprüfung für Nichtschüler,
- einer Volkshochschule über die allgemeine Hochschulreife oder
- über die Abschlussprüfung eines Sonderlehrgangs zum Erwerb der allgemeinen Hochschulreife für Berechtigte nach dem Bundesvertriebenengesetz.

Sie wird außerdem nachgewiesen durch eine Abschlussprüfung (Hochschulprüfung, Staatsprüfung) nach einem Studium mit einer Regelstudienzeit von mindestens sechs Semestern an einer Universität oder an der Hochschule für Musik und Theater Rostock oder nach einem Studium mit einer Regelstudienzeit von mindestens sechs Semestern an einer Fachhochschule.
Die gymnasiale Oberstufe dauert drei Jahre. Sie ist in eine Einführungsphase (in den Gymnasien die 10. Klasse, sonst die Jahrgangsstufe 11) und eine Qualifikationsphase unterteilt, in der es neben Grundkursen auch Leistungskurse gibt.

## Abitur an der gymnasialen Oberstufe seit 2019/20 (erste Prüfung 2021)
Anlass für die Reform bot das Unbehagen an den Ergebnissen der von den Schülern zu belegenden sechs Hauptfächern (geäußert vom Bildungsminister Mathias Brodkorb an den Studienvoraussetzungen z. B. in Mathematik) sowie die Einigung der KMK 2016 auf eine erneute Oberstufenreform zur Verbesserung der Studierfähigkeit, bei denen Mecklenburg-Vorpommern sogar das Wort führte. Deshalb kehren die zwei Leistungskurse aus der Zeit vor 2006 zurück, die schriftlich geprüft werden. Immer noch drei weitere Abiturprüfungen kommen hinzu, eine schriftliche (nicht mehr in den modernen Fremdsprachen) und zwei mündliche. Ein ungewöhnliches wählbares Abiturprüfungsfach ist Niederdeutsch. Es können jetzt wieder drei Naturwissenschaften belegt werden, was von den Landesuniversitäten gewünscht worden war. Eine Aufrechterhaltung von Klassenverbänden ist nicht mehr möglich.
Aufgrund der kleinen Schülerzahlen vieler Jahrgangsstufen kleinerer Schulen sind die Wahlmöglichkeiten begrenzt worden. An jeder Schule gibt es ein Mindestangebot an fünfstündigen Leistungskursen auf erhöhtem Anforderungsniveau. Bei genügender Teilnehmerzahl sind über das Minimum von fünf weitere LK-Angebote möglich, besonders in Naturwissenschaften und Fremdsprachen. Kombi-Kurse von GK (3) und LK (+2) sind zulässig, auch jahrgangsübergreifend, um in kleineren Oberstufen ein größeres Angebot zu machen. Bei der ersten Auswertung zeigte sich, dass solche Möglichkeiten vor allem in den Fremdsprachen genutzt wurden.

### Unterrichtsfächer und Belegungspflichten
Der Unterricht finden in zwei vom Schüler gewählten Leistungskursfächern und Grundkursfächern statt. Die Grundkursfächer Mathematik, Deutsch, die fortgeführten Fremdsprachen, Geschichte und Politische Bildung sowie Biologie, Chemie, Physik und Informatik werden dreistündig unterrichtet, die übrigen Fächer zweistündig.
An einer Schule müssen mindestens die Leistungskursfächer Mathematik, Deutsch, Englisch, Geschichte und Politische Bildung sowie eine der Naturwissenschaften Biologie, Chemie oder Physik angeboten werden. An den Musikgymnasien ist zusätzlich das Leistungskursfach Musik und an den Sportgymnasien das Leistungskursfach Sport anzubieten.
Ein Leistungskursfach ist Mathematik, Deutsch, eine fortgeführte Fremdsprache oder eine der Naturwissenschaften Biologie, Chemie und Physik.
Folgende Fächer müssen als Grundkurse zwei Jahre lang belegt werden, wenn sie nicht bereits Leistungskurse sind:
- Deutsch (dreistündig)
- Mathematik (dreistündig)

- Naturwissenschaft (dreistündig)
- fortgeführte Fremdsprache (dreistündig)

- Geschichte und Politische Bildung (dreistündig)

- Musik oder Kunst und Gestaltung (zweistündig)
- evangelische oder katholische Religion oder Philosophie (zweistündig)
- Sport (zweistündig)
- Darüber hinaus soll der Schüler entweder zwei fortgeführte Fremdsprachen und eine Naturwissenschaft oder eine fortgeführte Fremdsprache und zwei Naturwissenschaften durchgehend belegen.
- Ggfs. neu beginnende Fremdsprache (vierstündig)

Als weitere zweistündige Fächer gelten:
- Geografie
- Sozialkunde
- Wirtschaft
- Informatik
- besondere Fächerangebote, je nach Schule verschieden (z. B. Niederdeutsch, Dramatisches Gestalten)

Es muss ein Jahr Berufsorientierung und kann ein Projektunterrichtsfach wie Musikensemble (beides zweistündig) angeboten werden.
Die Mindestzahl an Stunden pro Woche pro Schüler beträgt insgesamt 36 Wochenstunden (Jahrgangsstufe 11) bzw. 34 Wochenstunden (Jahrgangsstufe 12). Die durchschnittliche Wochenstundenzahl für einen Schüler der Oberstufe beträgt demnach 35.

### Abiturprüfung
Die zentrale/landesweite Abiturprüfung umfasst drei schriftliche Prüfungen, hinzu kommen zwei mündliche Prüfungen. Die beiden Leistungskurse werden doppelt gewichtet. Eine Besondere Lernleistung ist als Ersatz einer mündlichen Prüfung möglich. Dabei müssen unter den insgesamt fünf Prüfungsfächern sein:
- Deutsch
- Mathematik
- eine Fremdsprache oder eine Naturwissenschaft
- eine Gesellschaftswissenschaft
- Sport nur an Sportgymnasien und nur als Leistungskursfach.
- An Schulen mit dem Profilschwerpunkt Niederdeutsch kann Niederdeutsch anstelle einer Fremdsprache Prüfungsfach sein.
- Als schriftliches Prüfungsfach können nur die Grundkursfächer Mathematik, Deutsch, Englisch, Geschichte und Politische Bildung, ein weiteres Unterrichtsfach aus dem mathematisch-naturwissenschaftlich-technischen Aufgabenfeld sowie Latein, Griechisch und Hebräisch gewählt werden.

Die Berechnung der Leistungen und Ermittlung der Gesamtqualifikation orientieren sich am bundeseinheitlichen System.
Es werden der Block I und der Block II gebildet. Block I umfasst die Leistungen aus
- 8 abzurechnende Leistungskurse in doppelter Wertung

- 28 abzurechnende Grundkurse, davon mindestens die Leistungen der drei Abiturprüfungsfächer sowie
  - vier Kurse Deutsch
  - vier Kurse Mathematik
  - vier Kurse einer Fremdsprache
  - vier Kurse einer Naturwissenschaft
  - vier Kurse Geschichte und Politische Bildung
  - zwei Kurse Musik oder Kunst und Dramatisches Gestalten
  - zwei Kurse Religion oder Philosophie

Die 44 Leistungen werden erst durch 44 geteilt, dann mit 40 multipliziert, sodass maximal 600 Punkte möglich sind. 200 Punkte sind für ein Bestehen erforderlich.
An Fach- und Abendgymnasien gelten besondere Regeln.
In Block II werden Leistungen der 5 Abiturprüfungsfächer jeweils vierfach abgerechnet; findet in einem Fach eine schriftliche und eine mündliche Prüfung statt, werden die Teilergebnisse im Verhältnis 2:1 gewichtet. Es müssen insgesamt mindestens 100 Punkte erreicht werden.

## Ehemaliges Abitur von 2006 bis zur Prüfung 2020
Parallel zur Wiedereinführung des Abiturs nach der 12. Klasse wurde  die gymnasiale Oberstufe zum Schuljahr 2006/2007 neu geregelt. Infolge dieser Umstellungen gab es 2008 zwei parallele Abiturjahrgänge: einen nach der 12. und einen nach der 13. Klasse. Ein System von sechs (vierstündigen) Hauptfächern und (zweistündigen) Fächern trat an die Stelle der bisherigen Grund- und Leistungskurse. Damit wurde das Kurssystem stark verringert, da der Unterricht in den sechs obligatorischen Hauptfächern weitgehend im Klassenverband stattfand.

## Einzelbelege
1. ↑  Bildungsministerium M-V: Pressemitteilung. Abgerufen am 17. August 2019.
2. ↑  Katja Koch, Mathias Brodkorb: Der Abiturbetrug: Vom Scheitern des deutschen Bildungsföderalismus. Eine Streitschrift. Klampen, Dietrich zu, 2020, ISBN 978-3-86674-616-9 (google.de [abgerufen am 25. Dezember 2020]).
3. ↑  klik: Bildung: Mit vier Hauptfächern zum Abitur | svz.de. Abgerufen am 25. Dezember 2020.